# 関統
関 統（かん とう、生没年不詳）は、中国三国時代の軍人。蜀漢に仕えた。祖父は関羽。父は関興。弟（異母弟）は関彝。

## 概要
父が若死にしたため、その後を継いだ。祖父や父のそれまでの功績を賞されて、関統は官位が虎賁中郎将にまで昇進し、さらに劉禅の一族の娘を妻として迎えたと言われている。
関統本人についての記述はほとんど無い。ただ、関統には子が無かったため、その死後は弟が継いだ。